# Salpis infelix
Salpis infelix är en fjärilsart som beskrevs av Butler 1882. Salpis infelix ingår i släktet Salpis och familjen mätare. Inga underarter finns listade.